# Không hành nữ

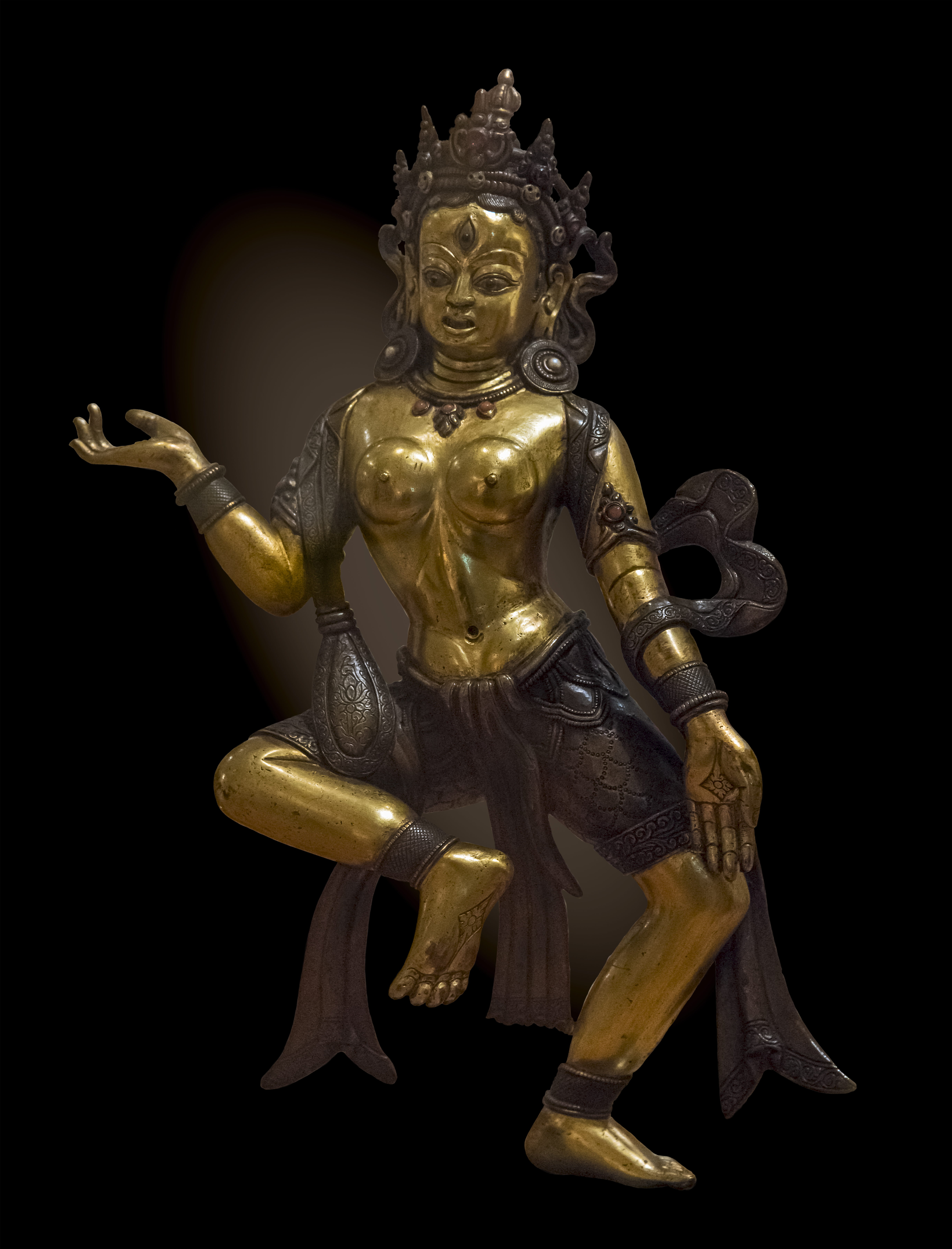
Không hành nữ vào đầu thế kỷ XIX ở Tây Tạng.

Không hành nữ, hay nữ không hành, (tiếng Phạn: डाकिनी ; tiếng Tây Tạng: མཁའ་འགྲོ་མ་ , Wylie: mkha' 'gro ma , THL: khandroma ; tiếng Mông Cổ: хандарма ; tiếng Trung: 空行母; bính âm: kōngxíngmǔ ; nghĩa là 'mẹ bay trên trời' ; hoặc 荼枳尼, bính âm: túzhǐní ; 荼吉尼, bính âm: tújíní ; hoặc 吒枳尼, bính âm: zhāzhǐní ; tiếng Nhật: 荼枳尼 / 吒枳尼 / 荼吉尼, dakini ) là một loại linh hồn nữ giới, nữ thần, hay ma quỷ trong Ấn Độ giáo và Phật giáo. Hay có thể dịch là những người nữ "đi trong không gian". Theo quan điểm dân gian Ấn Độ, không hành nữ là các nữ thần trong thiên giới. Đặc biệt trong Kim cương thừa, không hành nữ được xem là gốc của sự cảm hứng và trong các tranh tượng, chư vị được vẽ như các nữ thần loã thể hung dữ.

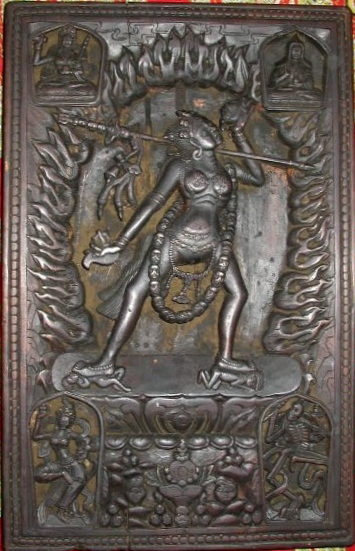
Không hành nữ Dakini (Tranh khắc gỗ Tây Tạng)

Khái niệm ḍākinī hơi khác nhau tùy theo bối cảnh và truyền thống. Ví dụ, trong Phật giáo Tây Tạng, nhiều tu sĩ xem không hành nữ là thần bảo hộ, là người giải phóng năng lực của người tu tập và hoà nhập vào năng lực của chính mình. Danh hiệu "không hành nữ" có nghĩa là vị nữ thần di chuyển trên bình diện thật tại cao nhất - theo tiếng Tây Tạng mkha` `gro ma. mkha` là không gian, `gro là chuyển dịch, ma nữ giới. Sự loã thể tượng trưng cho sự thật không bị che đậy.
Trong các văn bản Ấn Độ giáo trước đây và Phật giáo bí truyền Đông Á , thuật ngữ này biểu thị một chủng tộc ác quỷ ăn thịt và/hoặc tinh chất quan trọng của con người. Trong văn học Mật tông Ấn Độ giáo, Ḍākinī là tên của một nữ thần thường gắn liền với một trong sáu luân xa hoặc bảy yếu tố cơ bản ( dhātu ) của cơ thể con người.
Không hành nam trong tiếng Phạn là daka, trong tiếng Tây Tạng là powa.
Ở Nhật Bản, các ḍākinī - được cho là theo truyền thống Phật giáo Đông Á được Đại Nhật Như Lai chinh phục và chuyển sang Phật giáo dưới vỏ bọc của thần hộ pháp Mahākāla (Daikokuten trong tiếng Nhật) - cuối cùng đã hợp nhất thành một vị thần duy nhất gọi là Dakiniten (荼枳)尼天, 吒枳尼天, hoặc 荼吉尼天), người sau khi đồng bộ hóa với vị thần nông nghiệp bản địa Inari, đã trở nên gắn liền với hình tượng cáo (kitsune) gắn liền với vị thần sau này.